# اولوست (اکلاهما)
اولوست(به انگلیسی: Olustee) شهری در ایالت اکلاهما کشور ایالات متحده آمریکا است که جمعیت آن در سرشماری سال ۲۰۱۰ میلادی، ۶۰۷ نفر بوده‌است.